# Actio in rem
Actio in rem o vindicatio è un istituto giuridico di diritto romano, finalizzato a tutelare un diritto reale. Tale azione assume tre diverse nomenclature a seconda del diritto tutelato: se oggetto della tutela è un diritto di servitù è denominata vindicatio servitutis; se tutela la proprietà (Dominium ex iure Quiritium) vindicatio rei; mentre se oggetto di protezione è l'usufrutto, vindicatio ususfructus.
La vindicatio, pertanto, non ha per oggetto i diritti relativi, la cui tutela è demandata all'istituto dell'actio in personam.